# Хяргаска падина
Хяргаската падина (на монголски: Хяргас хотгор) e ерозионна тектонска низина в Северозападна Монголия, представляваща средната част на обширната Котловина на Големите езера. Падината е разположена между хребетите Алтан Хухей и Турген Ула (съставни части на планината Монголски Алтай) на запад, западните разклонения на планината Хангай на изток и хребета Хан Хехийн нуруу на север. Дължина от запад на изток – около 180 km, ширина – до 100 km. Надморската височина варира от 1028 m (нивото на езерото Хяргас нуур) в центъра на падината до 1500 m по нейната периферия. В падината се редуват отделни ниски възвишения, хълмове и ридове с височина до 1551 m и участъци с пустинни пясъци. В растителната покривка преобладават ксерофитните полухрасти и солянки. Малобройното местно население се занимава с номадско животновъдство.